# Paridad (física)
En física, una transformación de paridad (también llamada inversión de paridad) es el cambio en el signo de una coordenada espacial. En tres dimensiones, también puede referirse al cambio simultáneo en el signo de las tres coordenadas espaciales (una reflexión respecto a un punto):
{\displaystyle P:{\begin{pmatrix}x\\y\\z\end{pmatrix}}\mapsto {\begin{pmatrix}-x\\-y\\-z\end{pmatrix}}}

También puede ser pensada como una prueba de la quiralidad de un fenómeno físico, en el que una inversión de paridad transforma un fenómeno en su imagen especular.
Todas las interacciones fundamentales de las partículas elementales, con la excepción de la interacción débil, son simétricas bajo paridad. Como establece el experimento de Wu, llevado a cabo por la científica sino-americana Chien-Shiung Wu, la interacción débil es quiral y por ende proporciona una manera de estudiar la quiralidad en física. En su experimento, Wu aprovechó del rol de control que ejercen las interacciones débiles en el decaimiento radiactivo de isótopos atómicos para establecer la quiralidad de la fuerza débil.
En contraste, en las interacciones que son simétricas bajo paridad, como el electromagnetismo en física atómica y molecular, la paridad actúa como un poderoso principio de control subyacente a las transiciones cuánticas.
Una representación matricial de P (en cualquier número de dimensiones) tiene determinante igual a -1, y por lo tanto es distinta a una rotación, que tiene determinante igual a 1. En un plano bidimensional, la inversión del signo de todas las coordenadas no es una transformación de paridad, pues es equivalente a una rotación de 180 grados. 
En mecánica cuántica, las funciones de onda que no cambian bajo una transformación de paridad son descritas como funciones pares, mientras aquellas que cambian de signo bajo una transformación de paridad son funciones impares.

## Relaciones de simetría simple
Bajo rotaciones, en la geometría clásica los objetos pueden ser clasificados en escalares, vectores y tensores de rango mayor. En la física clásica, las configuraciones físicas necesitan ser transformadas bajo representaciones de cada grupo simétrico.
La teoría cuántica predice que los estados en un espacio de Hilbert no necesitan transformar bajo representaciones del grupo de rotaciones, sino solo bajo representaciones proyectivas. La palabra proyectiva se refiere al hecho de que si uno proyecta la fase de cada estado, cuando recordamos que la fase de un estado cuántico no es observable, tenemos que la representación proyectiva se reduce a una representación ordinaria. Todas las representaciones son también representaciones proyectivas, pero no así al contrario, por tanto la condición de representaciones proyectivas en un estado cuántico es más débil que la condición de representación de un estado clásico.
Las representaciones proyectivas de cualquier grupo son isomorfas a las representaciones ordinarias de una extensión central de grupo. Por ejemplo, representaciones proyectivas del grupo de rotaciones de 3 dimensiones, que corresponde al grupo especial ortogonal SO(3), son representaciones ordinarias del grupo especial unitario SU(2). Representaciones proyectivas de un grupo de rotación que no son representaciones son llamadas espinores y así los estados cuánticos pueden transformarse no solo como tensores si no también como espinores.
Si se añade a esto una clasificación por paridad, esto puede ser extendido, por ejemplo, en las nociones de
- escalares (P = +1) y pseudoescalares (P= -1) que son rotacionalmente invariantes.
- vectores (P = -1) y vectores axiales (o pseudovectores) (P = +1) que transforman como vectores bajo rotaciones.

Uno puede definir reflexiones tales como
{\displaystyle V_{x}:{\begin{pmatrix}x\\y\\z\end{pmatrix}}\mapsto {\begin{pmatrix}-x\\y\\z\end{pmatrix}},}
que también tienen determinante negativo y forman una transformación de paridad válida. Luego, combinándolas con rotaciones (o realizando reflexiones sucesivas respecto a x, y y z) uno puede recuperar la transformación de paridad particular definida anteriormente. En el caso de dimensiones pares, solo el último ejemplo de una transformación de paridad (o cualquier otra reflexión de un número impar de coordenadas) puede ser utilizado.
Las transformaciones de paridad forman el grupo abeliano {\displaystyle \mathbb {Z} _{2}} debido a la relación {\displaystyle {\hat {\mathcal {P}}}^{2}={\hat {1}}}. Todo grupo abeliano tiene solo una representación irreducible unidimensional. Para {\displaystyle \mathbb {Z} _{2}}, hay dos representaciones irreducibles: una es par bajo paridad ({\displaystyle {\hat {\mathcal {P}}}\phi =+\phi }), la otra es impar ({\displaystyle {\hat {\mathcal {P}}}\phi =-\phi }). Estas son muy útiles en mecánica cuántica. Sin embargo, como se detalla a continuación, los estados cuánticos no necesitan transformar bajo representaciones de paridad propiamente dichas, sino solo bajo representaciones proyectivas por lo que en principio una transformación de paridad puede rotar un estado mediante cualquier fase.
Se dice que un objeto físico presenta simetría P si es invariante respecto a cualquier operación de simetría como las anteriormente descritas, consistentes en cambiar el signo de una de las coordenadas espaciales.

### Representaciones de O(3)
Una forma alternativa de escribir las clasificaciones de escalares, pseudoescalares, vectores y pseudovectores es en términos del espacio de representación en el cual cada objeto transforma. Este puede ser dado en términos del homomorfismo {\displaystyle \rho } que define la representación. Para una matriz {\displaystyle R\in O(3)},
- Escalares: {\displaystyle \rho (R)=1}, la representación trivial.
- Pseudoescalares: {\displaystyle \rho (R)=\det(R)}.
- Vectores: {\displaystyle \rho (R)=R}, la representación fundamental.
- Pseudovectores: {\displaystyle \rho (R)=R\det(R)}.

Cuando la representación se restringe a {\displaystyle SO(3)}, los escalares y pseudoescalares transforman de forma idéntica, al igual que los vectores y los pseudovectores.

## Mecánica clásica
La ecuación del movimiento de Newton {\displaystyle \mathbf {F} =m\mathbf {a} } (si la masa es constante) iguala dos vectores, por lo que es invariante bajo paridad. La ley de gravitación también involucra solo vectores y es también, por ende, invariante bajo paridad.
Sin embargo, el momento angular {\displaystyle \mathbf {L} } es un vector axial,
{\displaystyle \mathbf {L} =\mathbf {r} \times \mathbf {p} ,}
{\displaystyle {\hat {\mathcal {P}}}(\mathbf {L} )=(-\mathbf {r} )\times (-\mathbf {p} )=\mathbf {L} .}
En la electrodinámica clásica, la densidad de carga {\displaystyle \rho } es un escalar, el campo eléctrico {\displaystyle \mathbf {E} } y la corriente {\displaystyle \mathbf {j} } son vectores, pero el campo magnético {\displaystyle \mathbf {B} } es un vector axial. Sin embargo, las ecuaciones de Maxwell son invariantes bajo paridad porque el rotor de un vector axial es un vector.

### Efecto de la inversión espacial en algunas variables de la física clásica
Las variables de la mecánica clásica pueden ser clasificadas en magnitudes pares y magnitudes impares según el comportamiento que posean bajo una transformación de paridad. Es importante mencionar que distintas magnitudes físicas pueden ser pares o impares dependiendo del número de dimensiones del espacio en que ellas existan.
La clasificación dada aquí abajo es correcta para un espacio tridimensional. En el caso de un espacio bidimensional, por ejemplo, cuando nos restringimos a la superficie de un planeta, algunas de estas variables cambiarán de categoría.

#### Magnitudes pares
Las variables clásicas cuyos signos no cambian bajo inversión espacial, principalmente cantidades escalares, incluyen:
- {\displaystyle t}, el tiempo cuando ocurre el evento
- {\displaystyle m}, la masa de una partícula
- {\displaystyle E}, la energía de una partícula
- {\displaystyle P}, potencia (tasa del trabajo realizado)
- {\displaystyle \rho }, la densidad de carga eléctrica
- {\displaystyle V}, el potencial eléctrico (voltaje)
- {\displaystyle \rho }, la densidad de energía del campo electromagnético
- {\displaystyle \mathbf {L} }, el momento angular (tanto el orbital y el de espín) de una partícula (pseudovector)
- {\displaystyle \mathbf {B} }, la inducción magnética (pseudovector)
- {\displaystyle \mathbf {H} }, el campo magnético
- {\displaystyle \mathbf {M} }, la magnetización
- {\displaystyle T_{ij}}, el tensor de Maxwell
- Todas las masas, cargas, constantes de acoplamiento y otras constantes físicas escalares, excepto aquellas asociadas con la fuerza débil.

#### Magnitudes impares
Las variables clásicas cuyo signo se invierte bajo una inversión espacial, principalmente vectores, incluyen:
- {\displaystyle h}, la helicidad
- {\displaystyle \Phi }, el flujo magnético
- {\displaystyle \mathbf {x} }, la posición de una partícula en el espacio tridimensional
- {\displaystyle \mathbf {v} }, la velocidad de una partícula
- {\displaystyle \mathbf {a} }, la aceleración de una partícula
- {\displaystyle \mathbf {p} }, el momento lineal de una partícula
- {\displaystyle \rho \mathbf {v} }, el flujo de masa
- {\displaystyle \mathbf {F} }, la fuerza ejercida sobre una partícula
- {\displaystyle \mathbf {J} }, la densidad de corriente eléctrica
- {\displaystyle \mathbf {E} }, el campo eléctrico
- {\displaystyle \mathbf {D} }, el desplazamiento eléctrico
- {\displaystyle \mathbf {P} }, la polarización eléctrica
- {\displaystyle \mathbf {A} }, el potencial vectorial electromagnético
- {\displaystyle \mathbf {S} }, el vector de Poynting.

## Mecánica cuántica

### Posibles valores propios

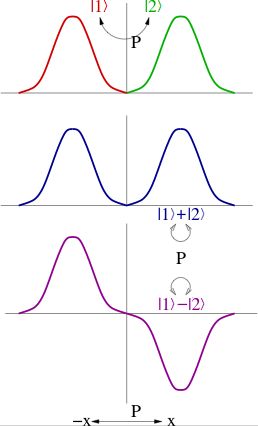
Dos representaciones dimensionales de paridad son dadas por un par de estados cuánticos que van entre ellos sobre la paridad. Sin embargo, esta representación puede reducirse siempre a combinaciones lineales de estados; cada uno de ellos es par o impar bajo la paridad. Se dice que todas las representaciones irreductibles de la paridad son de dimensión 1.

En mecánica cuántica, las transformaciones de espacio-tiempo actúan en estados cuánticos. La transformación de paridad, {\displaystyle {\hat {\mathcal {P}}}}, es un operador unitario, actuando en un estado {\displaystyle \psi } de la siguiente manera: {\displaystyle {\hat {\mathcal {P}}}\psi (r)=e^{i\phi /2}\psi (-r)}. Deberá cumplirse que {\displaystyle {\hat {\mathcal {P}}}^{2}\psi (r)=e^{i\phi }\psi (r)}, ya que una fase global es inobservable.
El operador {\displaystyle {\hat {\mathcal {P}}}^{2}}, que invierte la paridad de un estado dos veces, deja al espaciotiempo invariante, por lo que es una simetría interna que rota sus estados propios en una fase {\displaystyle e^{i\phi }}. Si {\displaystyle {\hat {\mathcal {P}}}^{2}} es un elemento de {\displaystyle e^{iQ}} de un grupo de simetría U(1) continuo de rotaciones de fase, entonces {\displaystyle e^{-iQ}} es parte de ese grupo U(1) y por ende también es una simetría. En particular podemos definir el operador {\displaystyle {\hat {\mathcal {P}}}'\equiv {\hat {\mathcal {P}}}e^{-iQ/2}}, que es también una simetría, y podríamos llamar a {\displaystyle {\hat {\mathcal {P}}}'} nuestro operador paridad en lugar de a {\displaystyle {\hat {\mathcal {P}}}}. Nótese que {\displaystyle {\hat {\mathcal {P}}}'^{2}=1}, por lo que los valores propios de {\displaystyle {\hat {\mathcal {P}}}'} son {\displaystyle \pm 1}. Las funciones de onda con valor propio {\displaystyle +1} bajo transformaciones de paridad son funciones pares, mientras aquellas con valor propio {\displaystyle -1} corresponden a funciones impares. Sin embargo, cuando no existe tal grupo de simetría, puede ocurrir que todas las transformaciones de paridad posean algunos valores propios que son fases diferentes a {\displaystyle \pm 1}.
Las funciones de onda de una partícula moviéndose en un potencial externo, que posea simetría central (su energía potencial es invariante respecto a la inversión espacial, o simétrico respecto al origen), bien permanecerá invariante o bien cambiará de signo: estos dos posibles estados son llamados el estado par y el estado impar de la función de onda.
La ley de conservación de la paridad de las partículas establece que, si un ensemble de partículas aislado posee una paridad definida, entonces su paridad permanece invariante en el proceso de evolución del ensemble. Sin embargo, esto no es cierto para el decaimiento beta de los núcleos debido a que la interacción nuclear débil viola paridad.
La paridad de los estados de una partícula moviéndose en un campo externo esféricamente simétrico es determinado por el momento angular, y el estado de la partícula es definido por tres números cuánticos: la energía total, el momento angular y la proyección del momento angular.

### Consecuencias de la simetría de paridad
Cuando la paridad genera el grupo abeliano {\displaystyle \mathbb {Z} _{2}}, uno puede siempre tomar combinaciones lineales de estados cuánticos tales que sean pares o impares bajo paridad (véase en la figura). Entonces, la paridad de dichos estados es ±1. La paridad de un estado multi-partícula es el producto de las paridades de cada estado; en otras palabras, la paridad es un número cuántico multiplicativo.
En mecánica cuántica, los hamiltonianos son invariantes (simétricos) bajo transformaciones de paridad si {\displaystyle {\hat {\mathcal {P}}}} conmuta con el hamiltoniano. En la mecánica cuántica no relativista, esto ocurre para cualquier potencial escalar, por ejemplo, {\displaystyle V=V(r)}, por lo que el potencial es esféricamente simétrico. Los siguientes hechos pueden confirmarse fácilmente:
- Si {\displaystyle \left|\varphi \right\rangle } y {\displaystyle \left|\psi \right\rangle } tienen la misma paridad, entonces {\displaystyle \left\langle \varphi \right|{\hat {X}}\left|\psi \right\rangle =0}, donde {\displaystyle {\hat {X}}} es el operador posición.
- Para un estado {\textstyle \left|{\vec {L}},L_{z}\right\rangle } de momento angular orbital {\displaystyle {\vec {L}}} con proyección en el eje z {\displaystyle L_{z}}, entonces {\displaystyle {\hat {\mathcal {P}}}\left|{\vec {L}},L_{z}\right\rangle =(-1)^{L}\left|{\vec {L}},L_{z}\right\rangle }.
- Si {\displaystyle \left[{\hat {H}},{\hat {\mathcal {P}}}\right]=0}, entonces las transiciones dipolares atómicas solo pueden ocurrir entre estados de distinta paridad.
- Si {\displaystyle \left[{\hat {H}},{\hat {\mathcal {P}}}\right]=0}, entonces un estado propio no degenerado de {\displaystyle {\hat {H}}} es también un estado propio del  operador paridad; esto es, una función propia no degenerada de {\displaystyle {\hat {H}}} es o bien invariante frente a {\displaystyle {\hat {\mathcal {P}}}} o bien cambia su signo bajo {\displaystyle {\hat {\mathcal {P}}}}.

Algunas de las funciones propias no degeneradas de {\displaystyle {\hat {H}}} no se ven alteradas (invariantes) bajo paridad {\displaystyle {\hat {\mathcal {P}}}} y otras se limitan a invertir el signo cuando un operador hamiltoniano y un operador de paridad conmutan:{\displaystyle {\hat {\mathcal {P}}}\left|\psi \right\rangle =c\left|\psi \right\rangle \,,}donde {\displaystyle c} es una constante que corresponde al valor propio de {\displaystyle {\hat {\mathcal {P}}}},
{\displaystyle {\hat {\mathcal {P}}}^{2}\left|\psi \right\rangle =c{\hat {\mathcal {P}}}\left|\psi \right\rangle \,.}

## Sistemas de muchas partículas: átomos, moléculas, núcleos
La paridad global de un sistema de muchas partículas es el producto de las paridades de los estados de una partícula. Es {\displaystyle -1} si un número impar de partículas se encuentran en estados de paridad impar, y {\displaystyle +1} en otro caso. Diferentes notaciones son utilizadas para denotar la paridad de núcleos, átomos y moléculas.

### Átomos
Los orbitales atómicos poseen paridad {\displaystyle (-1)^{\ell }}, donde el exponente {\displaystyle \ell } corresponde al número cuántico azimutal. La paridad es impar para los orbitales p, f, ... con {\displaystyle \ell =1,3,\dots }, y un estado atómico posee paridad impar si un número impar de electrones ocupa dichos orbitales. Por ejemplo, el estado fundamental del átomo de nitrógeno tiene la configuración electrónica 1s22s22p3, y es identificado por el símbolo 4So, donde el superíndice o representa a la paridad impar. Sin embargo, el tercer término excitado, alrededor de 83.000 cm-1 sobre el estado fundamental tiene una configuración electrónica 1s22s22p23s con paridad par, ya que solo hay dos electrones en el orbital 2p, y es denotado por el símbolo 4P, sin un superíndice o.

### Moléculas
El hamiltoniano electromagnético completo de cualquier molécula (espines rotacional, vibracional, electrónico y nuclear) de cualquier molécula conmuta con el operador paridad {\displaystyle {\hat {\mathcal {P}}}} (o {\displaystyle E^{\ast }} en la notación introducida por Longuet-Higgins) y sus valores propios pueden tener la etiqueta {\displaystyle +} o {\displaystyle -} según si su paridad es par o impar, respectivamente. El operador paridad involucra la inversión de las coordenadas espaciales electrónicas y nucleares en el centro de masa molecular.
Las moléculas centrosimétricas en equilibrio poseen un centro de simetría en su punto medio, el centro de masa nuclear. Este incluye a todas las moléculas diatómicas homonucleares, así como algunas moléculas simétricas como el etileno, benceno, tetrafluoruro de xenón y hexafluoruro de azufre. Para estas moléculas, el grupo puntual contiene a la operación {\displaystyle i}, que no debe ser confundida con la operación de paridad. La operación {\displaystyle i} involucra la inversión de las coordenadas de desplazamiento electrónico y vibracional en el centro de masa nuclear. 
En este caso, la operación {\displaystyle i} conmuta con el hamiltoniano rovibrónico (rotacional, vibracional y electrónico) y puede ser utilizado para etiquetar dichos estados. Los estados electrónicos y vibracionales de moléculas centrosimétricas son o bien inalterados por la operación {\displaystyle i}, o bien son cambiados de signo por ella. Los primeros son denotados por el subíndice g y son llamados gerade (alemán para par) mientras los segundos son denotados por un subíndice u y son llamados ungerade (alemán para impar). Por ejemplo, el nivel de energía más bajo para la molécula de ion hidrógeno ({\displaystyle {\ce {H_2^+}}}) es etiquetada como {\displaystyle 1\sigma _{g}} y el siguiente nivel de energía más cercano es etiquetado como {\displaystyle 1\sigma _{u}}.
El hamiltoniano electromagnético completo de las moléculas centrosimétricas no conmuta con el operador inversión {\displaystyle i} del grupo puntual debido al efecto del hamiltoniano nuclear hiperfino. Este hamiltoniano puede mezclar los niveles rotacionales de g y u de estados vibrónicos y dar origen a orto-para transiciones.

### Núcleos
En núcleos atómicos, el estado de cada nucleón (protón o neutrón) posee paridad par o impar, y las configuraciones de los nucleones pueden ser predichas mediante el modelo de capas nuclear. Similar al caso de  los electrones en los átomos, el estado nuclear posee una paridad global impar si y solo si el número de nucleones en estados de paridad impar es impar. La paridad es usualmente escrita como un signo {\displaystyle +}, en el caso de paridad par, o como un signo {\displaystyle -}, en el caso de paridad impar, siguiendo el valor del espín nuclear. Por ejemplo, los isótopos de oxígeno incluyen a 17O(5/2+), representando que el espín es 5/2 y que su paridad es par. El modelo de capas explica este fenómeno ya que los primeros 16 nucleones se encuentran emparejados de modo que cada par tiene espín total cero y paridad par, mientras el último nucleón se encuentra en la capa 1d5/2, la que posee paridad par dado que {\displaystyle \ell =2} para un orbital d.

## Teoría cuántica de campos
La paridad intrínseca asignada en esta sección es válida tanto para la mecánica cuántica relativista como para una teoría cuántica de campos.
Si es posible demostrar que el estado vacío es invariante bajo paridad, {\displaystyle {\hat {\mathcal {P}}}\left|0\right\rangle =\left|0\right\rangle }, el hamiltoniano es invariante bajo paridad {\displaystyle \left[{\hat {H}},{\hat {\mathcal {P}}}\right]=0} y las condiciones de cuantización se mantienen sin cambio bajo paridad, entonces de ello se desprende que cada estado tiene una buena paridad y esa paridad se conserva en cualquier reacción.
Para mostrar que la electrodinámica cuántica es invariante bajo paridad, es necesario probar que la acción es invariante y la cuantización es también invariante. Por simplicidad se asumirá que se utiliza la cuantización canónica; el estado vacío es por ende invariante bajo paridad por construcción. La invarianza de la acción surge desde la invarianza clásica de las ecuaciones de Maxwell. La invarianza del procedimiento de la cuantización canónica puede ser desarrollada, y depende de la transformación del operador aniquilación:
{\displaystyle {\hat {\mathcal {P}}}\mathbf {a} (\mathbf {p} ,\pm ){\hat {\mathcal {P}}}^{\dagger }=\mathbf {a} (-\mathbf {p} ,\pm )}
donde {\displaystyle \mathbf {p} } denota el momento de un fotón y {\displaystyle \pm } se refiere a su estado de polarización. Esto es equivalente a la afirmación de que el fotón tiene paridad intrínseca impar. De la misma manera, se puede demostrar que todos los bosones vectoriales poseen paridad intrínseca impar, y todo vector axial tiene paridad intrínseca par.
Una extensión directa de estos argumentos en teoría de campos escalares muestra que los escalares tienen paridad par. Esto es, {\displaystyle {\hat {\mathcal {P}}}\phi (-\mathbf {x} ,t){\hat {\mathcal {P}}}^{-1}=\phi (\mathbf {x} ,t)}, dado que
{\displaystyle {\hat {\mathcal {P}}}\mathbf {a} (\mathbf {p} ){\hat {\mathcal {P}}}^{\dagger }=\mathbf {a} (-\mathbf {p} )}
Esto es cierto incluso para campos escalares complejos. (Los detalles de espinores se describen más ampliamente en el artículo de la ecuación de Dirac, donde se muestra que los fermiones y antifermiones tienen paridad intrínseca opuesta).
En el caso de los fermiones, hay una ligera complicación ya que hay más de un grupo de espín.

## Paridad en el modelo estándar

### Fijación de las simetrías globales
En el modelo estándar de las interacciones fundamentales hay precisamente tres grupos de simetría global interna U(1) disponible, con cargas igual al número bariónico B, el número de leptones L y la carga eléctrica Q. El producto del operador paridad con cualquier combinación de esas rotaciones es otro operador paridad. Es una convención el hecho de buscar una combinación específica de esas rotaciones para definir a un operador estándar de paridad, y otros operadores de paridad se relacionan con el estándar uno por rotaciones internas. Una manera de fijar un operador de paridad estándar consiste en asignar las paridades de tres partículas con cargas B, L y Q linealmente independientes. En general, se asigna la paridad de las partículas masivas más comunes: el protón, el neutrón y el electrón como +1.
Steven Weinberg mostró que si P2=(-1)F, donde F es el operador del número fermión, entonces si el número fermión es la suma del número leptón más el número barión, F=B+L, para todas las partículas en el modelo estándar y así el número leptón y el número barión son cargas Q de simetría continua ei Q, es posible redefinir el operador paridad de esta manera P2=1. Sin embargo, si hay un neutrino majorana, en cuya existencia creen los investigadores, entonces su número fermión sería igual al de Majorana, y así (-1)f podría no estar unido con un grupo de simetría continuo. Los neutrinos de Majorana deberían tener paridad ±i.

### Paridad del pion
En un artículo de 1954 Absorption of negative pions in deuterium: Parity of the pion (Absorción de piones negativos en el deuterio: Paridad del pion (enlace roto disponible en Internet Archive; véase el historial, la primera versión y la última)., de William Chinowsky y Jack Steinberger, se demostró que el pion π tiene paridad negativa. Estos investigadores estudiaron que la desintegración de un átomo hace que un núcleo de deuterio d y un pion π- cargado negativamente alcancen un estado con momento angular orbital cero L=0 en dos neutrones n
{\displaystyle d\ \pi ^{-}\longrightarrow n\ n.}
Los neutrones son fermiones y por lo tanto obedecen a las estadísticas de Fermi, que implican que el estado final es antisimétrico. Usando el hecho de que el deuterón tiene com spin uno y el pion cero, juntos con la antisimetría del estado final, concluyen que los dos neutrones deben tener momento angular orbital L = 1. La paridad total es el producto de la paridad intrínseca de partículas y la paridad extrinseca (-1)L. Así, el momento orbital cambia de cero a uno en el proceso; si el proceso es para conservar la paridad total, entonces el producto de las paridades intrínsecas de las partículas iniciales y finales debe tener signo opuesto. Un núcleo de deuterio está compuesto de un protón y un neutrón, y usando la convención antes mencionada de que protones y neutrones tienen paridad intrínseca igual a +1, se argumentó que la paridad del pion es igual a menos el producto de las partículas de dos neutrones dividido por el protón y el neutrón en el deuterio, (-1)(1)2/(1)2, que es igual a menos 1. Así, se concluye que el pion es una partícula pseudoescalar.

### Violación de paridad y simetría P
La paridad se conserva en electromagnetismo, interacción fuerte y gravitación, pero no en la interacción débil. Por esa razón se afirma que las tres primeras son interacciones con simetría P. La falta de simetría P o violación de la paridad se incorpora en el modelo estándar al expresar a la interacción débil como la interacción quiral de gauge. Solo los componentes levógiros de las partículas y los componentes dextrógiros de las antipartículas participan en la interacción débil en el modelo estándar. Esto implica que la paridad no es simétrica en nuestro universo, a menos que la antimateria exista en esta paridad que se violaría en otro sentido.
La historia de los descubrimientos de la violación de la paridad es interesante. Se sugirió muchas veces y en diferentes contextos que la paridad podría no conservarse, pero en la ausencia de evidencia concreta nunca se los tomó en serio. Una revisión cuidadosa de los físicos teóricos Tsung-Dao Lee y Chen Ning Yang fue más allá, mostrando que mientras la conservación de la paridad ha sido verificada en decaimientos de la fuerza fuerte o de la interacción electromagnética, no fue probada en la interacción débil. Ellos propusieron muchos posibles experimentos directos, los cuales fueron casi en su totalidad ignorados, pero Lee fue capaz de convencer a Chien-Shiung Wu, una colega de Columbia, para que los probara. Para llevarlos a cabo se necesitaban instalaciones especiales con criogenia, que fueron provistas por el Standard National Bureau.
En 1956-1957 Wu, E. Ambler, R. W. Hayward, D. D. Hoppes, y R. P. Hudson encontraron en un experimento una clara violación de la conservación de la paridad en la desintegración beta de Cobalto-60. Como el experimento fue terminado con un doble chequeo en progreso, Wu informó a sus colegas de Columbia sobre sus resultados positivos. Tres de ellos, R. L. Garwin, Leon Lederman, y R. Weinrich modificaron el experimento en el ciclotrón e inmediatamente verificaron la violación de la paridad. La publicación se retrasó hasta que el grupo de Wu estuviera listo, los dos artículos aparecieron uno detrás del otro.
Después de ese hecho, se notó que un oscuro experimento de 1928 tenía en efecto reportes de la violación de la paridad en desintegraciones débiles pero como el concepto apropiado no había sido inventado aún, no tuvo impacto. El descubrimiento de la violación de la paridad explicó inmediatamente el enigma τ-θ en la física del kaón.

### Paridad intrínseca de los hadrones
A cada partícula uno puede asignar una paridad intrínseca cuan grande como su naturaleza preserve la paridad. Por lo tanto la interacción débil no lo hace, se puede aun asignar una paridad a cualquier hadrón al examinar la reacción de una interacción fuerte que la produce o a través de desintegraciones que envuelven a la interacción débil, tal como 
π0 → γγ.